# 六角氏
六角氏是日本的一個氏族，本姓源氏。宇多源氏佐佐木氏的分支。鐮倉時代至戰國時代，是以近江南部為中心的武家（守護大名）。六角氏與藤原北家流的公家六角家沒有任何血緣關係。
六角氏的源流是佐佐木氏，為佐佐木氏四家之一。鐮倉時代，佐佐木信綱擔任近江等數國的守護，其四個兒子分繼近江。其中信綱的第三子泰綱繼承佐佐木宗家，取得江南（南近江）的支配地位，因以京都六角東洞院的六角堂為屋敷，而稱六角氏。